# Haworthia truncata
Haworthia truncata là một loài thực vật có hoa trong họ sen đá. Loài này được Schönland mô tả khoa học đầu tiên năm 1910.

## Hình ảnh

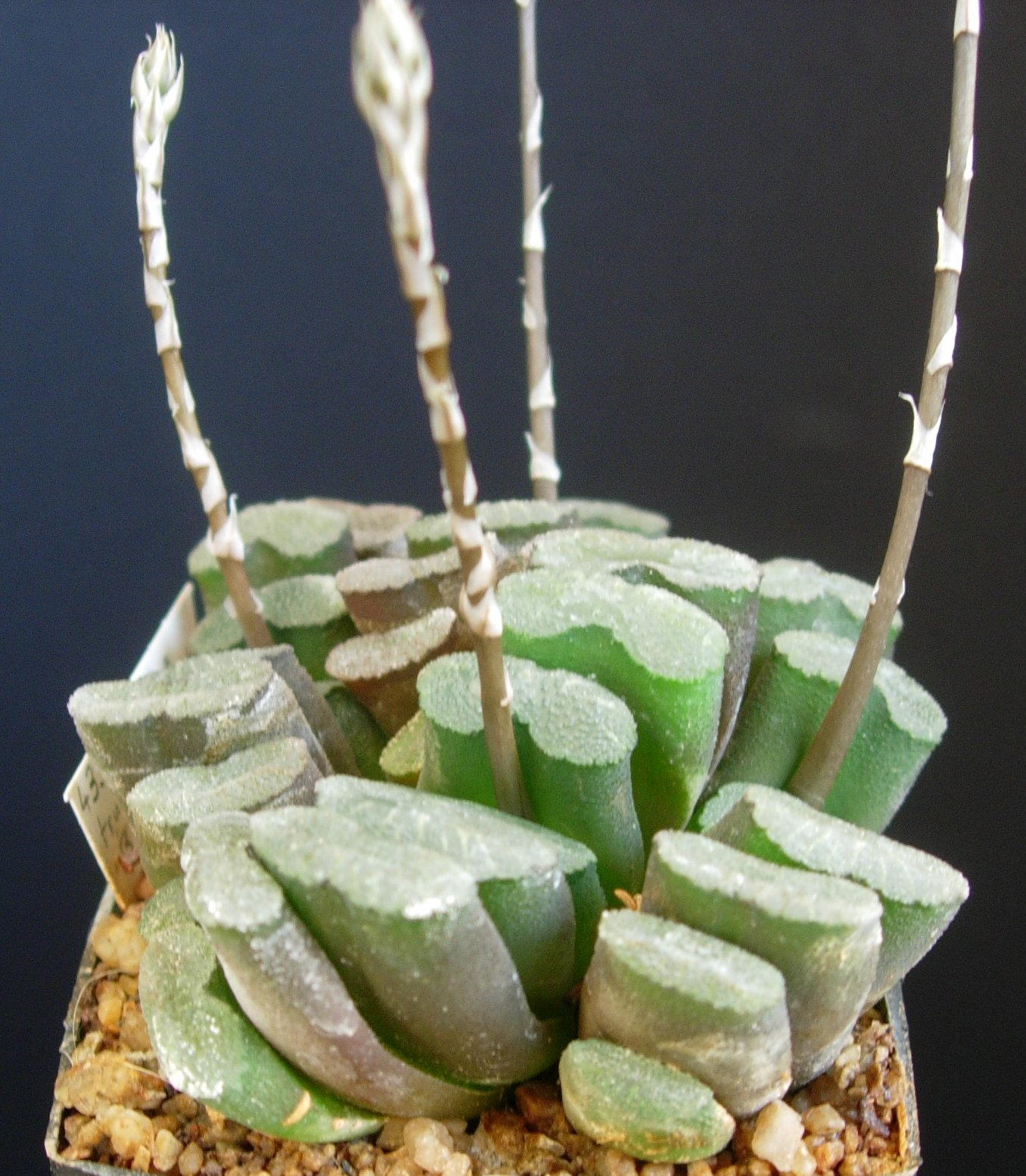
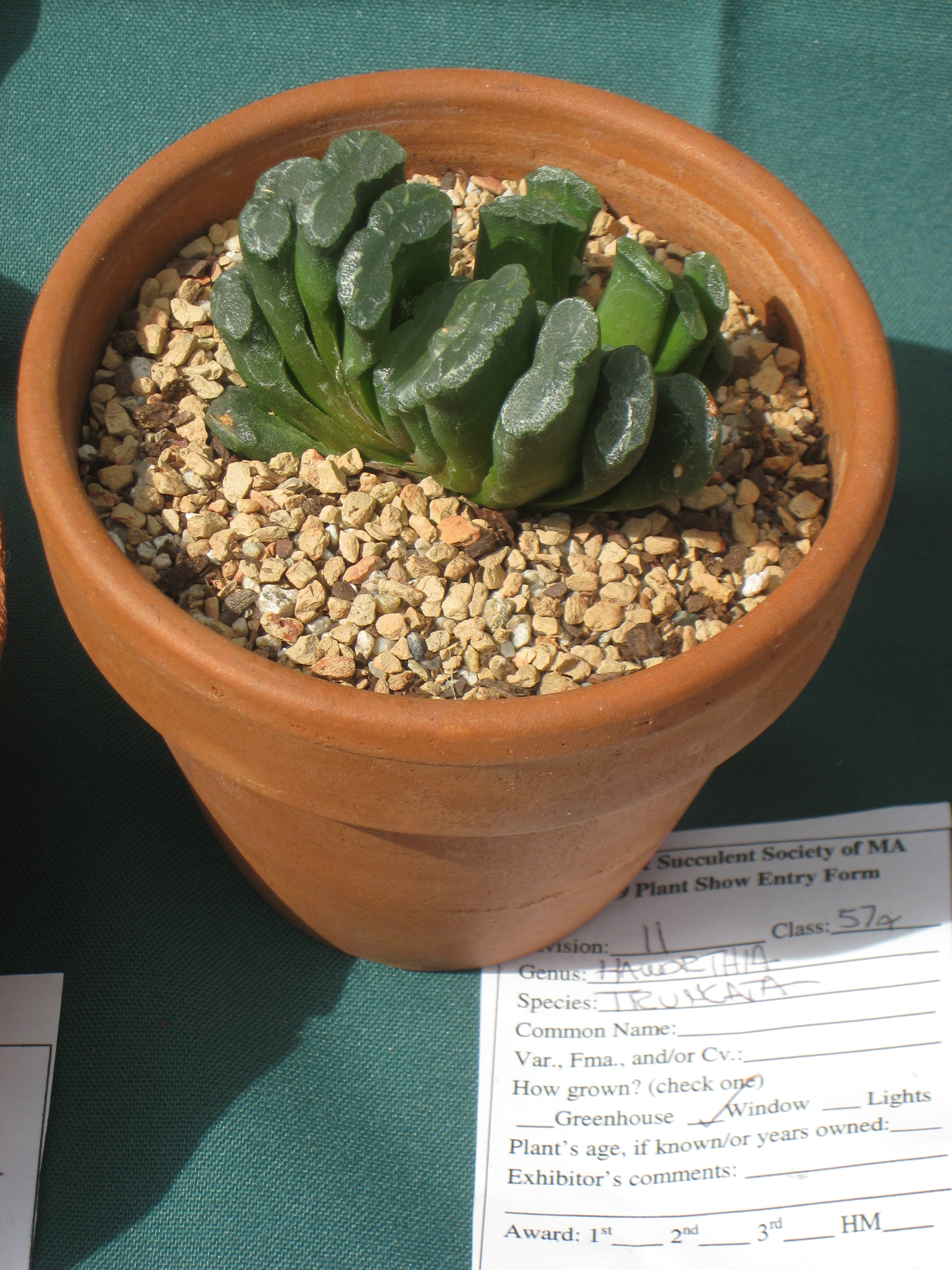
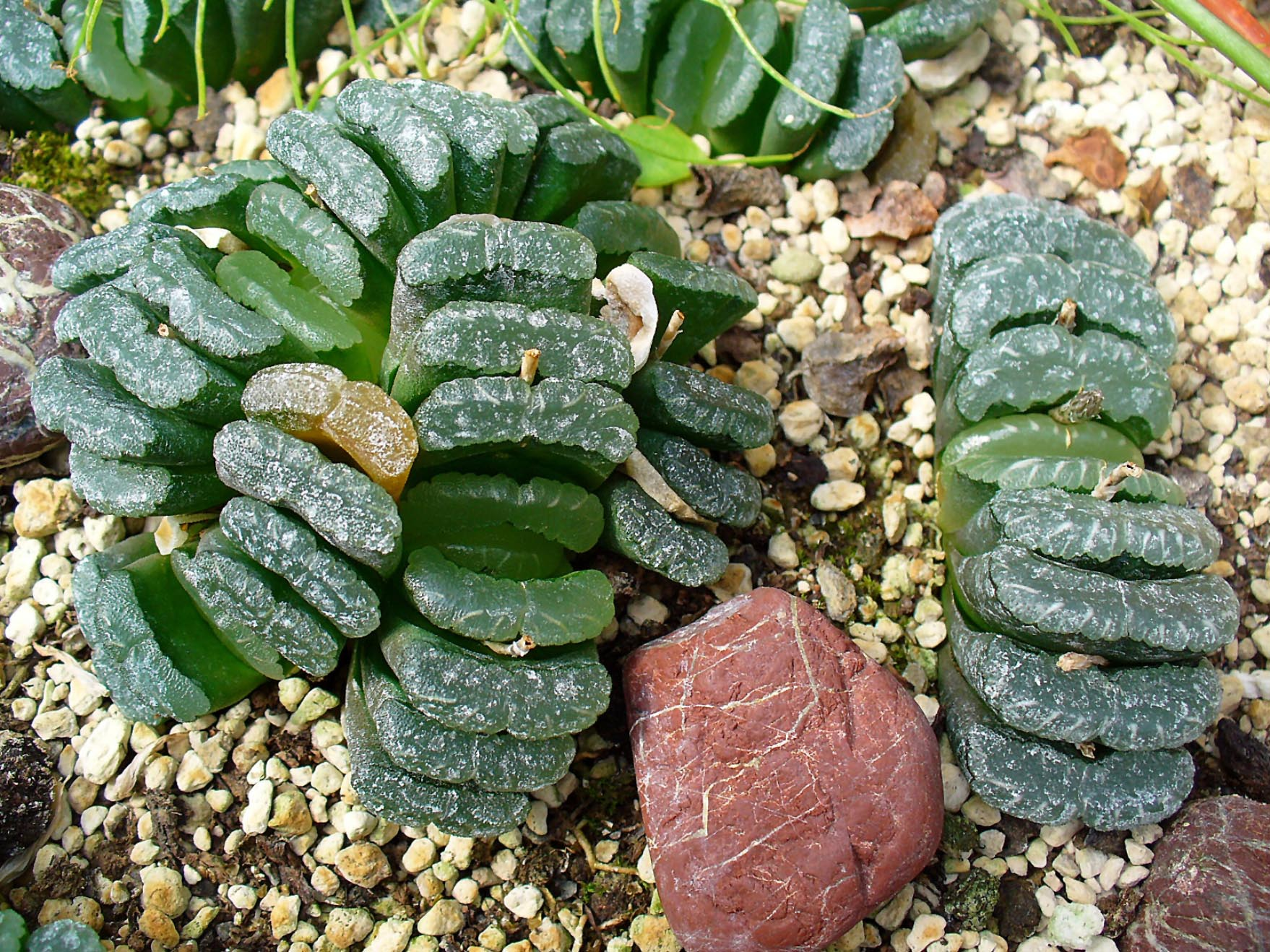
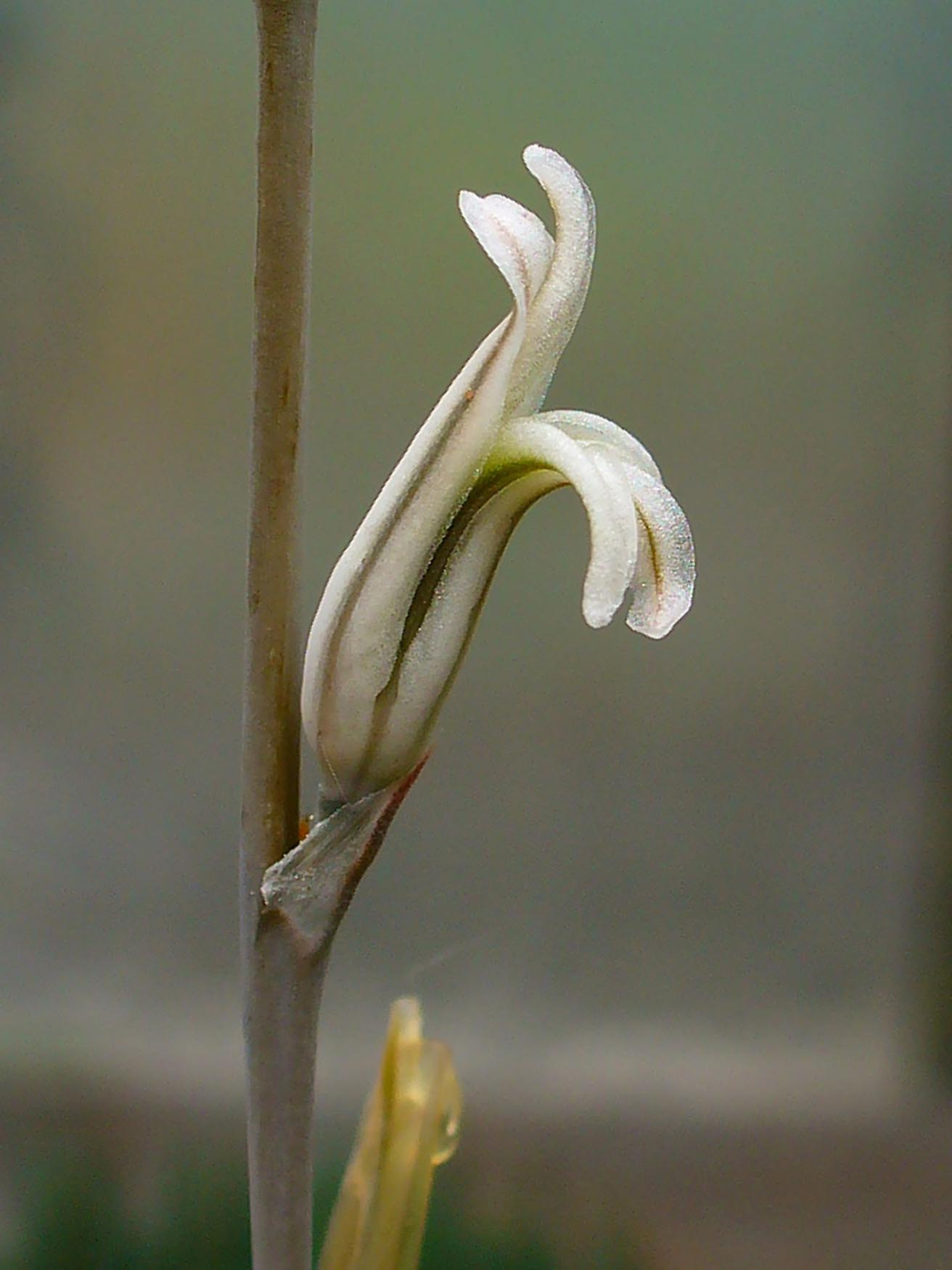
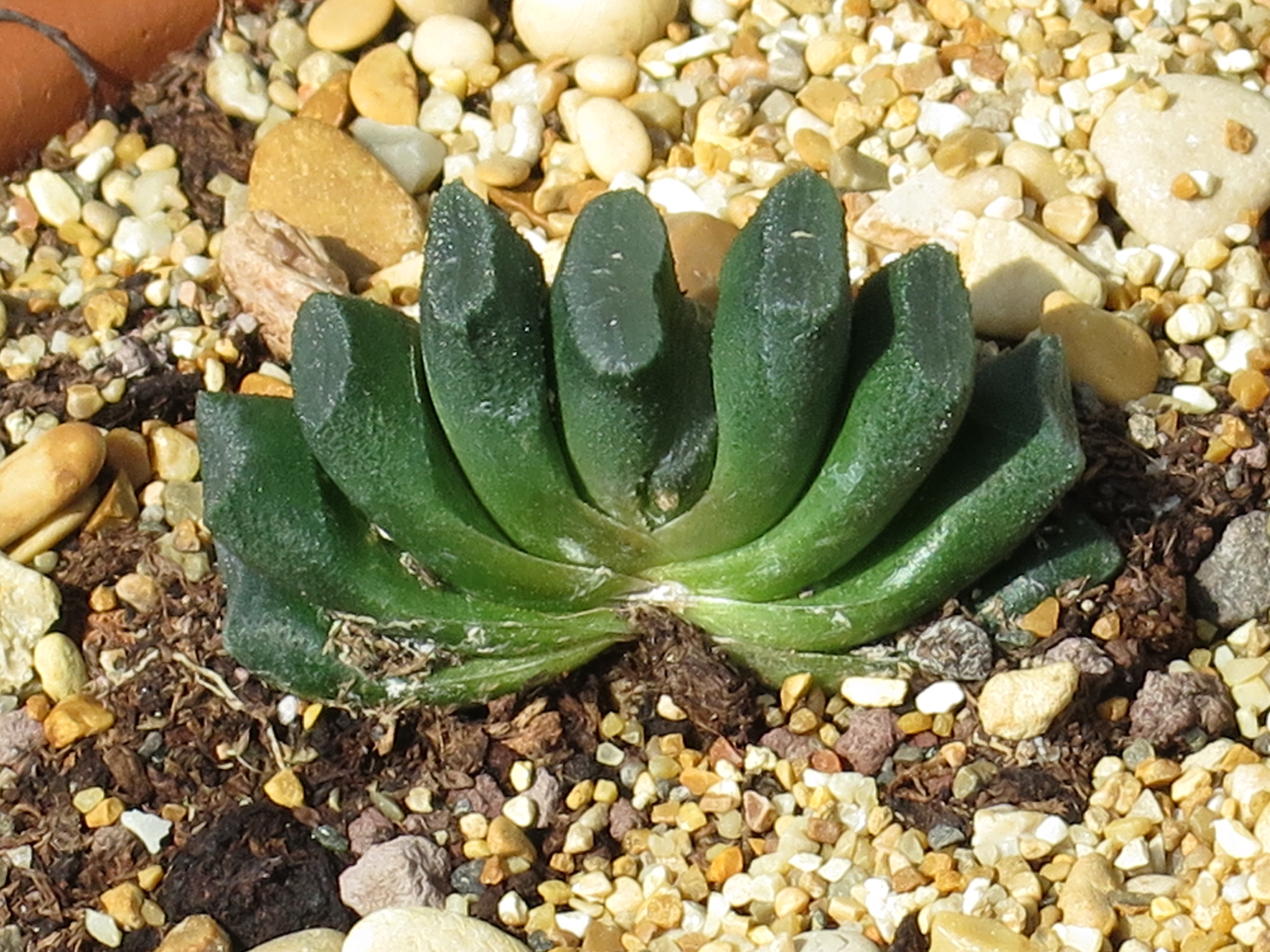
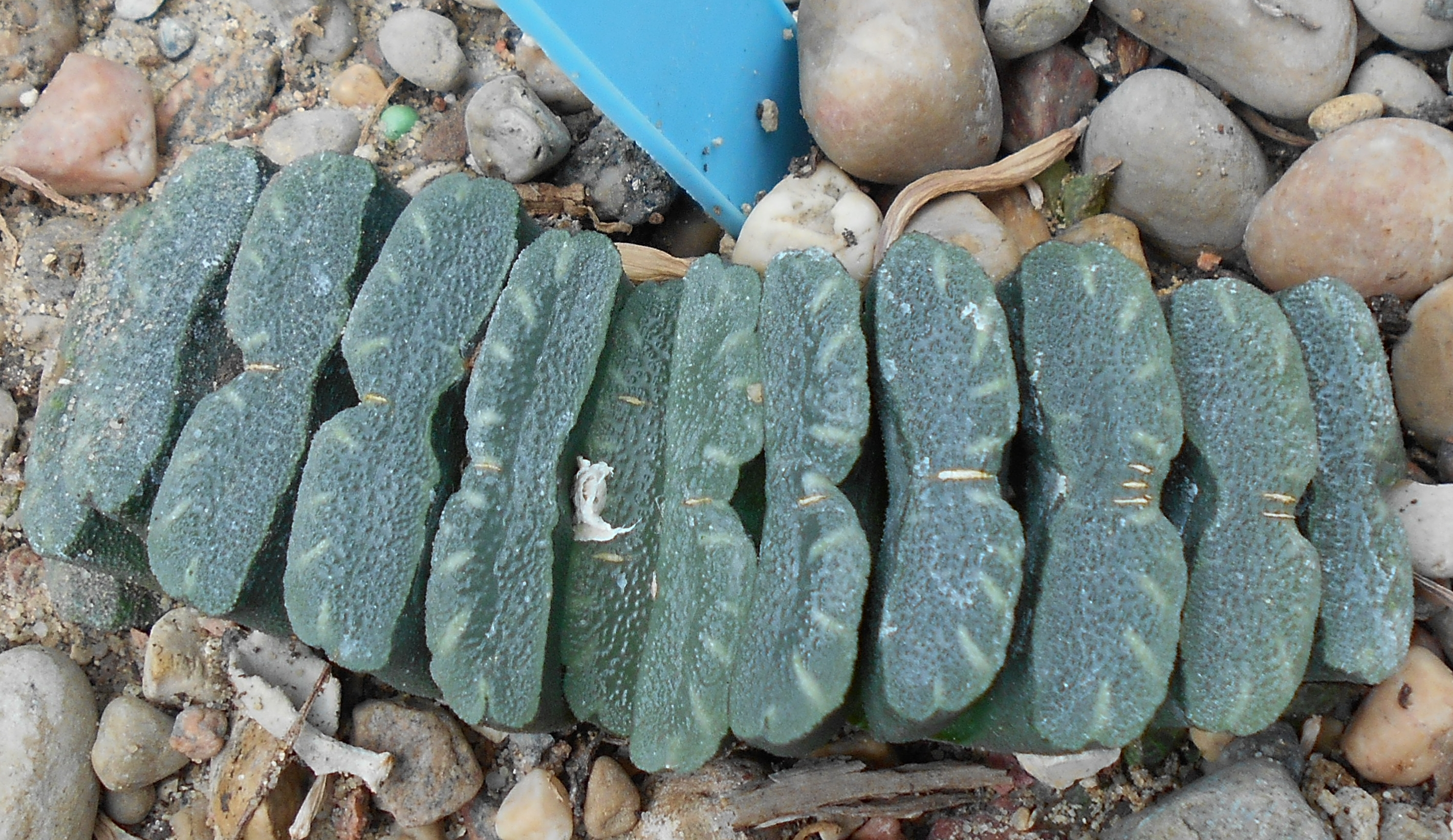